# Wilhelm Kleemann (Bankier)
Wilhelm Kleemann (geboren 17. Dezember 1869 in Forchheim; gestorben 10. März 1969 in New York City) war ein deutscher Bankmanager.

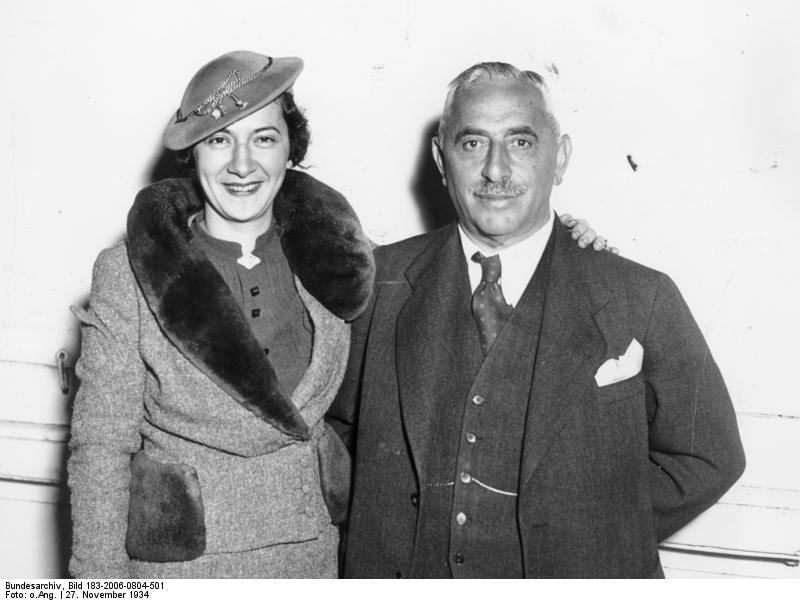
Wilhelm Kleemann und seine Tochter Herta Schloss bei der Ankunft in New York 1934

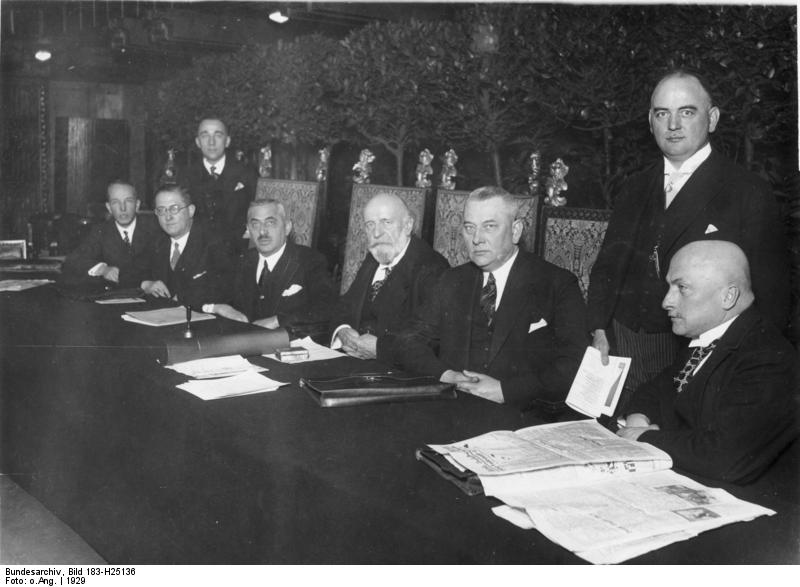
Wilhelm Kleemann (4. von links, mit Schnurrbart) in der Genossenschaftsabteilung der Dresdner Bank, 1929

## Leben
Wilhelm Kleemann war ein Sohn des jüdischen Kantors und Lehrers Michael Löb Kleemann (1818–1908) und der Amalie Fleischmann. Er heiratete 1907 Lucie Friedländer, sie hatten eine 1908 geborene Tochter.
Kleemann besuchte Gymnasien in München und in Nürnberg, absolvierte dann aber eine kaufmännische Ausbildung im Bankhaus A.E. Wassermann in Bamberg. Er ging nach Berlin, wo er ab 1890 als Angestellter bei der Deutschen Genossenschafts-Bank von Soergel und Parrisius arbeitete. Als die Bank 1904 von der Dresdner Bank aufgekauft wurde, übernahm Kleemann die Leitung der Genossenschaftsabteilung der Dresdner Bank. Im Jahr 1916 rückte er als Leiter der Depositenkassen in den Bankvorstand auf. Kleemann wurde von der Bank in verschiedene Aufsichtsräte von deutschen Industrieunternehmen entsandt und wurde dort auch zum Aufsichtsratsvorsitzenden gewählt. Mit William Marcus gründete er den „Jüdischen Kreditverein für Handel und Gewerbe“. 1929 verlieh ihm die Universität Halle-Wittenberg den Ehrendoktortitel für Staatswissenschaften.
Kleemann engagierte sich seit 1921 im Central-Verein deutscher Staatsbürger jüdischen Glaubens (CV) und war 1924 erster Präsident der jüdischen Ausbildungsorganisation ORT in Berlin. Von 1927 bis 1931 war er Mitglied der Repräsentantenversammlung der jüdischen Gemeinden Berlin, in die er über die liberale Liste gewählt wurde. Ab 1930 war er Präsident der Vereinigten Synagogenvorstände in Berlin. 
Als Vorstand der Jüdischen Gemeinde zu Berlin unterschrieb er am 29. März 1933 gemeinsam mit dem Vorsitzenden der Reichsvertretung der deutschen Juden, Leo Baeck, einen an die Reichsregierung gerichteten öffentlichen Protest gegen den Boykottaufruf der NSDAP für den 1. April 1933. Kleemann floh im Laufe des Jahres in die Schweiz, ging 1937 in die Niederlande und 1940 in die USA.
Kleemann gründete 1918 in seinem Geburtsort Forchheim die „Michael und Amalie Kleemann Stiftung für Arme und Kranke“. Die Stadt Forchheim widmete ihm nach dem Zweiten Weltkrieg den Wilhelm-Kleemann-Weg.